# Theodorus
Theodorus var motpåve i Romersk-katolska kyrkan från 21 september till 15 december 687 mot påve Sergius I och motpåven Paschalis.
När Johannes V avlidit år 686, var konklaven splittrad i flera grupper. En grupp präster valde ärkediakonen Petrus till påve, vilken hade betalat pengar för att bli vald, och den romerska aristokratin valde ärkeprästen Theodorus; för att förhindra att Petrus konsekrerades ockuperade aristokriatin Lateranen. De flesta stod emellertid på Konons sida, och han konsekrerades sedan båda partier valt att dra tillbaka sina kandidater. Konon avled emellertid snart, och samma situation uppstod därmed igen, men denna gång var ärkeprästen Paschalis Theodorus motkandidat. Återigen beslutade fraktionerna att dra tillbaka sina kandidater, och enades om en tredje kandidat, Sergius I, och han konsekrerades den 15 december. Theodorus lade då ner sina anspråk på påvestolen.